# Halowe Mistrzostwa Europy w Lekkoatletyce 2011 – trójskok mężczyzn
Trójskok mężczyzn – jedna z konkurencji rozegranych podczas halowych lekkoatletycznych mistrzostw Europy w hali Palais Omnisports de Paris-Bercy w Paryżu.
Rosjanin Igor Spasowchodski, halowy mistrz Europy z 2005, został wycofany z reprezentacji kraju tuż przed zawodami z powodu choroby.

## Terminarz
| Data    | Godzina |            |
| ------- | ------- | ---------- |
| 4 marca | 17:20   | Eliminacje |
| 6 marca | 16:25   | Finał      |

## Rezultaty

### Eliminacje
Do zawodów przystąpiło 23 trójskoczków. Awans do finału dawał wynik 16,95 (Q) lub osiągnięcie jednego z 8. najlepszych rezultatów (q).
| Poz. | Zawodnik             | Reprezentacja | #1    | #2    | #3    | Rezultat | Uwagi |
| ---- | -------------------- | ------------- | ----- | ----- | ----- | -------- | ----- |
| 1.   | Teddy Tamgho         | Francja       | 17,06 |       |       | 17,06    | Q     |
| 2.   | Yoann Rapinier       | Francja       | X     | 17,04 |       | 17,04    | Q, PB |
| 3.   | Marian Oprea         | Rumunia       | 17,00 |       |       | 17,00    | Q     |
| 4.   | Fabrizio Donato      | Włochy        | 15,96 | 16,99 |       | 16,99    | Q     |
| 5.   | Christian Olsson     | Szwecja       | 16,79 | X     | 16,87 | 16,79    | q     |
| 6.   | Dzmitryj Dziacuk     | Białoruś      | 16,77 | 16,87 | 16,11 | 16,87    | q     |
| 7.   | Daniele Greco        | Włochy        | 16,19 | X     | 16,75 | 16,75    | q, SB |
| 8.   | Anders Møller        | Dania         | 15,74 | 16,67 | 16,60 | 16,67    | q     |
| 9.   | Karl Taillepierre    | Francja       | 16,49 | 16,00 | 16,62 | 16,62    |       |
| 10.  | Fabrizio Schembri    | Włochy        | X     | 16,47 | 16,59 | 16,59    |       |
| 11.  | Jaroslav Dobrovodský | Słowacja      | X     | 16,20 | 16,55 | 16,55    | PB    |
| 12.  | Yochai Halevi        | Izrael        | 16,34 | 16,30 | 15,96 | 16,34    |       |
| 13.  | Vladimir Letnicov    | Mołdawia      | 15,81 | 16,32 | X     | 16,32    |       |
| 14.  | Dimitris Tsiamis     | Grecja        | 16,30 | 16,13 | 15,71 | 16,30    |       |
| 15.  | Momcził Karailiew    | Bułgaria      | X     | 16,29 | X     | 16,29    | Q     |
| 16.  | Vicente Docavo       | Hiszpania     | 16,28 | 15,79 | 16,13 | 16,28    |       |
| 17.  | Siarhiej Iwanou      | Białoruś      | 15,78 | 16,06 | 16,24 | 16,24    |       |
| 18.  | Elvijs Misans        | Łotwa         | X     | 16,07 | 16,10 | 16,10    |       |
| 19.  | Jaanus Uudmäe        | Estonia       | 15,54 | X     | 16,07 | 16,07    |       |
| 20.  | Peder Nielsen        | Dania         | 15,97 | X     | X     | 15,97    |       |
| 21.  | Zacharias Arnos      | Cypr          | X     | 15,76 | 15,77 | 15,77    |       |
| 22.  | Alin Anghel          | Rumunia       | 15,66 | X     | X     | 15,66    |       |
| 23.  | Kristinn Torfason    | Islandia      | X     | 14,80 | X     | 14,80    |       |

### Finał
| Poz. | Zawodnik         | Reprezentacja | #1    | #2    | #3    | #4    | #5    | #6    | Rezultat | Uwagi |
| ---- | ---------------- | ------------- | ----- | ----- | ----- | ----- | ----- | ----- | -------- | ----- |
|      | Teddy Tamgho     | Francja       | 17.46 | 17.92 | 17.65 | 17.92 | X     | X     | 17.92    | WR    |
|      | Fabrizio Donato  | Włochy        | X     | 17.70 | 15.50 | 17.73 | 17.49 | X     | 17.73    | NR    |
|      | Marian Oprea     | Rumunia       | 17.62 | 17.43 | X     | X     | −     | 15.41 | 17.62    | SB    |
| 4    | Yoann Rapinier   | Francja       | 17.15 | 17.23 | X     | −     | X     | 16.76 | 17.23    | PB    |
| 5    | Christian Olsson | Szwecja       | 17.20 | X     | X     | X     | 16.65 | X     | 17.20    | =SB   |
| 6    | Anders Møller    | Dania         | X     | 16.38 | 16.31 | 16.41 | X     | 16.72 | 16.72    | SB    |
| 7    | Dzmitryj Dziacuk | Białoruś      | 16.04 | 16.02 | 15.80 | 15.75 | 16.27 | 16.26 | 16.27    |       |
| 8    | Daniele Greco    | Włochy        | 16.04 | 16.24 | X     | X     | 16.02 | X     | 16.24    |       |